# Abarta (entreprise)
Pour l’article homonyme, voir Abarta.
La société Abarta est un holding familial fondé en 1933 par Rolland Adams regroupant désormais plusieurs filiales comme Abarta Coca-Cola Beverages et Abarta Energy. 

## Histoire
En 1929, Rolland L. Adams ancien agent comptable pour l'état de Pennsylvanie est nommé trésorier du Globe-Times de Bethlehem et en prend la direction,. Il prend ses fonctions le 11 novembre 1929. 
En janvier 1933, avec la banqueroute de sa banque, Rolland Adams reprend la société avec l'aide d'entrepreneurs locaux mais avec une condition que chacun vende ses parts d'abord aux autres propriétaires,. Avec cette clause entre 1947 et le 27 novembre 1957, Rolland Adams devient l'unique propriétaire du Globe-Times. Entre-temps il investit dans plusieurs entreprises comme la Bethelem City News, la station de radio ABE Broadcasting et la Quaker State Coca-Cola Bottling qui dessert Bethlehem et Pittsburgh.
La société familiale avait une franchise de distribution de Coca-Cola à partir de 1951 dans la région de Pittsburgh, Pennsylvanie. En 1952, Rolland Adams et son frère John S. achètent une partie de Press Union and Publishing éditeur de The Bethlehem Globe,.
En 1963, Rolland Adams achète les deux embouteilleurs Bethlehem Coca-Cola et Pittsburgh Coca-Cola. Il achète aussi la Coca-Cola Bottling Companies of Lehigh Valley. La même année, Abarta achète le quotidien The Press of Atlantic City.
Le 19 juin 1964, Rolland Adams vend la société Press Publishing Coompany qui comprend le journal Atlantic City Press à ses trois gendres qui ont créé la société Abarta Corp. Le nom est un acronyme des familles fondatrices de la région de Leigh Valley, les Adams, Bitzer, Roehr et Taylor.
Alors que son frère John quitte la société, Rolland Adams conserve la direction du The Bethlehem Globe,. John décède le 22 août 1966 d'une hémorragie cérébrale à l'âge de 59 ans.
En 1971, Abarta achète l'embouteilleur Coca-Cola de Cleveland.
En mai 1974, la Quaker State Coca-Cola Bottling Co, filiale d'Abarta, et l'Akron Coca-Colca Bottling Co forme une coentreprise pour construire la Great Lake Canning Co à Twinsburg dans l'Ohio En septembre 1974, Rolland meurt à l'âge de 74 ans.
Le 1er avril 1975, la Quaker State Coca-Cola Bottling Co, filiale d'Abarta, et l'Akron Coca-Colca Bottling Co achètent la Buffalo Bottling Co of New York. Abarta possède aussi des usines d'embouteillages à Pittsburgh, Bethlehem, Cleveland et Uniontwon.
En 1980, Abarta achète l'embouteilleur Coca-Cola de Buffalo, New York. Abarta aurait vendu sa franchise Coca-Cola de Pittsburgh en 1983.
En 1991, Abarta vend ses actifs de presse The Press of Atlantic City et The Bethlehem Globe à Berkshire Hathaway. Le groupe de presse sera rebaptisé The Atlantic City Press en 2013 . L'entreprise familiale s'est diversifiée avec Kahiki Foods à Columbus et Abarta Energy à Pittsburgh, spécialisée dans le gaz et l'essence.
Le 27 octobre 1998, Abarta Oil & Gas annonce l'achat de 400 puits de pétrole qu'il codétenait avec son associé Meridian Exploration Corp, doublant son portefeuille. 
En 2016, à la suite de l'annonce d'une revente de ses implantations par la Coca-Cola Company, le groupe Abarta fonde le 29 juillet 2017 la société Abarta Coca-Cola Beverages pour les régions de Pennsylvanie, de l'Ohio et de Virginie Occidentale,,. L'entreprise récupère 12 centres de distributions en Pennsylvanie dont Harrisburg, Lancaster, Reading, Pittsburgh/Houston, Pa., Greensburg, Erie, Ebensburg, DuBois, Milto, Mount Pocono,  Allentown, Downingtown mais aussi Cleveland (Ohio) et Fairmont en Virginie Occidentale,.

## Activités
- Abarta Coca-Cola Beverages, embouteilleur de Coca-Cola
- Abarta Energy, spécialisée dans le gaz et l'essence
- Kahiki Foods
- The Press of Atlantic City (1933-1991), quotidien vendu à Berkshire Hathaway